# Giaffa
Giaffa (in ebraico יָפוֹ‎?, Yafo; in arabo يَافَا‎?, Yāfā) è una città di Israele oggi inglobata nell'area urbana di Tel Aviv, parte della municipalità di Tel Aviv-Giaffa nel distretto di Tel Aviv. La città si trova su un promontorio naturalmente elevato sulla costa mediterranea.
Gli scavi a Giaffa indicano che la città fu abitata già durante l'Età del Bronzo Antico. La città è menzionata in diversi documenti antichi egiziani e assiri. Biblicamente, Giaffa è indicata come uno dei confini della tribù di Dan e come un porto attraverso il quale furono importati cedri libanesi per la costruzione del Tempio di Gerusalemme. Sotto il dominio persiano, Giaffa fu assegnata ai Fenici. La città appare nella storia biblica di Giona e nella leggenda greca di Andromeda. In seguito, la città servì come il principale porto della Giudea asmonea. Tuttavia, la sua importanza diminuì durante il periodo romano a causa della costruzione di Cesarea.
Giaffa fu contesa durante le Crociate, quando presiedeva la Contea di Giaffa e Ascalona. È associata alla Battaglia di Giaffa del 1192 e al successivo Trattato di Giaffa, una tregua tra Riccardo I d'Inghilterra e Saladino, così come a un successivo trattato di pace del 1229. Nel 1799, Napoleone Bonaparte saccheggiò la città durante l'Assedio di Giaffa, e nella Prima Guerra Mondiale i britannici conquistarono la città nella Battaglia di Giaffa del 1917, e sotto la loro amministrazione, come parte della Palestina Mandataria, le tensioni etniche culminarono nei disordini di Giaffa del 1921.
A partire dal XIX secolo, Giaffa divenne nota per i suoi vasti frutteti e frutti, tra cui l'omonima arancia di Giaffa. Dopo la guerra di indipendenza israeliana del 1948 in Palestina, la maggior parte della popolazione araba fuggí o fu espulsa, e la città divenne parte del neonato stato di Israele, e fu unificata in un unico municipio con Tel Aviv nel 1950. Oggi, Giaffa è una delle città miste di Israele, con circa il 37% della popolazione cittadina araba.

## Storia

### Periodo antico

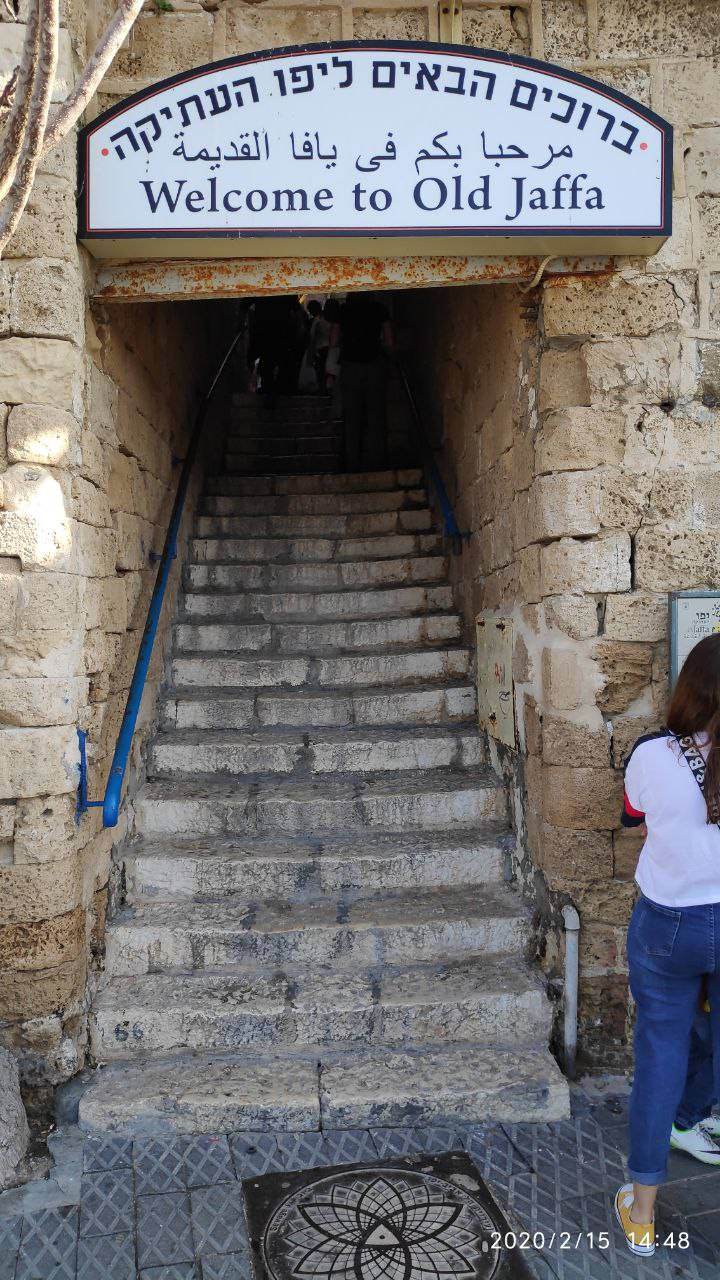
Scalinata verso Giaffa antica

Anticamente la città di Giaffa era tutta su terrazzamenti. Il c.d. Papiro Harris narra la conquista dell'antica città di Giaffa con un ingegnoso stratagemma. Durante le campagne di conquista di Thutmose III in Palestina un suo generale, Geuthy, uccise con l'inganno il principe di Giaffa, venuto al campo egiziano come ambasciatore, e poi, per impadronirsi della città, nascose duecento soldati in duecento ceste per farli entrare di soppiatto. Questo racconto stimolò la letteratura mondiale, come i racconti di Mille e una Notte e il Cavallo di Troia.
I suoi tre millenni di storia ne fanno «il porto più antico del mondo», malgrado la sua importanza come scalo marittimo non sia oggigiorno molto rilevante.

#### Giaffa nella Bibbia
L'antica importanza di Giaffa come porto è evidenziata sia dai miti greci (qui sarebbe avvenuto l'incontro di Perseo con la principessa Andromeda, incatenata ad una rupe sul mare) sia dai numerosi passi biblici (sia dell'Antico che del Nuovo Testamento) che la menzionano:
- Secondo il mito biblico, fu fondata da Jafet, figlio di Noè.
- Curam, re di Tiro, fa sbarcare a Giaffa il legname necessario a Salomone per la costruzione del Primo Tempio (2 Cr 2,15);
- Alcuni secoli dopo, l'imperatore persiano Ciro autorizza un nuovo sbarco di legno libanese a Giaffa per la costruzione del Secondo Tempio (Esd 3,7)
- Il profeta Giona, per evitare di obbedire al comando del Signore, si imbarca da Giaffa per Tarsis (Gn 1,3)
- A Giaffa vive Tabità, discepola cristiana caritatevole che, in seguito alla propria morte, viene resuscitata da San Pietro (At 9, 36-43)
- San Pietro riceve il comando di andare a battezzare il centurione pagano Cornelio mentre si trova a Giaffa presso la casa di un conciatore di nome Simone (At 10).

La presenza di San Pietro a Giaffa assume dunque un certo valore nella tradizione cristiana, tant'è che oggi vi è presente una chiesa dei Francescani dedicata a lui, nel luogo dove già nel XIII secolo era stata eretta una cittadella da parte dei Crociati.
Giaffa è il porto storico del Paese sul Mar Mediterraneo, citato nell'Antico Testamento come porto di arrivo del cedro del Libano, usato per la costruzione del tempio di Salomone.

### Antichità classica
Giaffa non è menzionata nella campagna costiera di Alessandro Magno, ma durante le Guerre dei Diadochi, Antigono Monoftalmo catturò Giaffa nel 315 a.C. Tolomeo I Sotere la distrusse successivamente nel 312 a.C. Nonostante ciò, Giaffa fu ripopolata e divenne un sito di coniazione tolemaico nel III secolo a.C. Le prove archeologiche di questo periodo includono una torre di guardia e numerosi manici di anfore con bolli. Inoltre, la città è menzionata in diversi papiri di Zenone. L'area passò sotto il controllo seleucide dopo la Battaglia di Paneas nel 198 a.C.
Intorno al 163-162 a.C., durante la rivolta dei Maccabei, gli abitanti di Giaffa invitarono gli ebrei locali su barche, affondandole successivamente e annegando centinaia di persone. In risposta, Giuda Maccabeo attaccò Giaffa, incendiando il porto, distruggendo navi e uccidendo molti abitanti, sebbene non tentò di mantenere il controllo della città. Nel 147-146 a.C., suo fratello Gionata Maccabeo espulse la guarnigione del re seleucide Demetrio II da Giaffa, ma non conquistò la città. Nel 143 a.C., Simone Maccabeo stabilì una guarnigione a Giaffa, espellendo gli abitanti non ebrei per impedire loro di collaborare con il comandante seleucide Trifone, e fortificò la città. Durante le operazioni di Antioco VII Sidete in Giudea, egli chiese la resa di Giaffa e di altre città. Simone negoziò un accordo accettando di pagare un tributo ridotto. La cattura di Giaffa da parte di Simone è lodata in 1 Maccabei per la sua importanza strategica come porto.
Durante il periodo asmoneo, la città fu fortificata e servì come principale porto della Giudea. Sotto il re asmoneo Alessandro Ianneo (103-76 a.C.), Giaffa fu una delle diverse città costiere controllate dagli ebrei, inclusi Torre di Straton, Apollonia, Iamnia e Gaza. Le prove archeologiche di questo periodo sono limitate ma includono resti di mura, tombe del primo secolo a.C. e tesori di monete. Incidenti di pirateria prima della conquista romana sono menzionati da Giuseppe Flavio, che accusò Aristobulo di istigare incursioni e atti di pirateria. Queste accuse sono confermate da Diodoro e Strabone, sebbene la loro affidabilità sia dibattuta, dato che il termine "leistai" (pirati) era spesso usato in modo peggiorativo in questo periodo.
Giaffa fu annessa alla Siria da Pompeo ma successivamente restituita alla Giudea da Giulio Cesare, riaffermando l'accesso ebraico al mare attraverso il loro porto tradizionale. Nel 39 a.C., Erode catturò Giaffa da Antigono, sebbene il controllo fluttuasse fino a quando Ottaviano la restituì a Erode dopo la sconfitta di Antonio e Cleopatra. Dopo la morte di Erode, Giaffa, insieme a Torre di Straton (Cesarea), Sebaste e Gerusalemme, fu assegnata all'etnarchia di Archelao in Giudea. La costruzione del superiore porto di Erode a Cesarea diminuì l'importanza regionale di Giaffa.
I resoconti di Giuseppe Flavio indicano che Giaffa aveva lo status di città, amministrando i distretti circostanti, riflettendo una continua importanza regionale. Tuttavia, egli aggiunge che il porto di Giaffa era inferiore a quello di Cesarea. La popolazione della città durante questo periodo era prevalentemente ebraica. Strabone, scrivendo all'inizio del I secolo d.C., descrive Giaffa come un luogo da cui è possibile vedere Gerusalemme, la capitale degli ebrei, e scrive che gli ebrei la usavano come arsenale navale quando scendevano al mare. Gli scavi suggeriscono un'espansione urbana durante il periodo ellenistico sotto il dominio tolemaico, seguita da una contrazione sotto il dominio seleucide e romano iniziale, e una nuova espansione più tardi nei periodi romano e bizantino. I resti archeologici del periodo romano si trovano principalmente vicino al porto, includendo ritrovamenti ricchi come la terra sigillata, un timbro per pane o formaggio, e monete.
Nelle prime fasi della Prima guerra giudaica nel 66 d.C., Gaio Cestio Gallo inviò forze a Giaffa, dove la città fu distrutta e i suoi abitanti uccisi indiscriminatamente. Giuseppe Flavio scrive che 8.400 abitanti furono massacrati. Successivamente, la città fu ripopolata da ebrei espulsi dalle regioni vicine, che la utilizzarono per interrompere il commercio marittimo tra Egitto e Siria. Quando i Romani, guidati da Vespasiano, si avvicinarono a Giaffa, quegli ebrei fuggirono in mare ma furono devastati da una tempesta, uccidendo 4.200 persone. Coloro che raggiunsero la riva furono uccisi dai Romani, che successivamente distrussero di nuovo Giaffa e stazionarono truppe per impedire il suo riutilizzo come base di pirati. Nel III secolo d.C., Giaffa era conosciuta con il nome di Flavia Ioppe, indicando potenzialmente una designazione onoraria sotto il dominio Flavio.

### Età islamica e delle Crociate
Nel 636 Giaffa fu conquistata dagli Arabi musulmani e in seguito servì come porto di Ramla, diventata capoluogo provinciale.
Giaffa fu conquistata dai crociati nel giugno del 1099, nel corso della Prima Crociata e divenne il centro della Contea di Giaffa e Ascalona, vassallo del Regno di Gerusalemme.
Saladino occupò Giaffa nel 1187, ma il 10 settembre 1191 la città si arrese a Re Riccardo I d'Inghilterra, tre giorni dopo la sua vittoriosa battaglia di Arsuf e rimase in mano crociata malgrado gli sforzi di riprenderla del sultano ayyubide nel luglio del 1192, nell'ambito della battaglia di Giaffa. Il Trattato di Giaffa del 2 settembre 1192, firmato da Saladino e Riccardo, assicurò una tregua tra cristiani e musulmani.
Il 2 giugno 1157 i Pisani avevano ottenuto alcuni terreni al porto da Amalrico, all'epoca conte di Giaffa, con la possibilità di erigervi fondaci, un mercato e una chiesa. I Veneziani crearono da parte loro nel tardo medioevo un servizio di galee di linea tra Venezia e Giaffa per il trasporto dei pellegrini europei che desideravano recarsi in Terrasanta.
Nel 1229, l'Imperatore Federico II di Svevia firmò con il Sultano ayyubide al-Malik al-Kāmil un nuovo Trattato (Pace di Giaffa) che prevedeva una tregua decennale e fortificò la cittadella, mentre sulle mura fu incisa una scritta bilingue in Latino e in Arabo. L'iscrizione, decifrata nel 2011, definisce Federico "Imperatore del Sacro Romano [Impero]" e riporta la data del "1229[°] anno dell'Incarnazione di Nostro Signore Gesù, il Messia".

### Periodo ottomano
Tra il 3 ed il 7 marzo 1799 Giaffa, allora parte dei territori sotto il dominio della Sublime porta, fu sottoposta ad assedio da parte delle truppe francesi al comando di Napoleone Bonaparte durante la Campagna di Siria. La città fu espugnata e alla conquista fece seguito un massacro dei difensori ottomani e albanesi, fatti prigionieri dai soldati francesi: secondo alcune fonti circa 2.440, secondo altri 4.100. Nel porto di Giaffa ha sede i24news, un canale televisivo satellitare di attualità internazionale.

## Geografia
L'antico tell di Giaffa è ora all'interno di un parco nella parte sud-occidentale della stessa Tel Aviv.

## Società
Giaffa costituisce una città mista dal punto di vista etnoreligioso. Negli anni 2000 abitavano in città circa 45000 abitanti, dei quali circa 30000 ebrei israeliani e circa 15000 arabi palestinesi. Gli arabi sono concentrati in particolare nei quartieri di Ajami e Jabaliyye. La maggior parte degli arabi di Giaffa sono musulmani e vi è una minoranza di arabi cristiani principalmente di confessione greco-ortodossa. Molti degli ebrei stabilitisi in città dopo il 1948 erano originari in particolare di Romania, Bulgaria e Iraq. In città si sono poi stabiliti numerosi immigrati dai paesi dell'ex Unione Sovietica e svariati collaborazionisti palestinesi originari dei territori occupati insediati in città dallo Shin Bet.
Giaffa vive oggi un processo di gentrificazione, dal momento che molti telavivini facoltosi si trasferiscono in città, attratti dalle abitazioni dallo stile arabo. Molti degli arabi locali si trasferiscono, i più facoltosi verso le aree del Viale Gerusalemme e della Torre dell'orologio, quelli non abbienti verso Lidda e Ramla. Le autorità israeliane hanno favorito il cambiamento etnico della città, sfrattando centinaia di famiglie arabe dalle loro abitazioni. A partire dagli anni 2000 si è stabilita a Giaffa anche una comunità ebraica sionista religiosa, che ha stabilito numerose yeshivah.

## Economia
Sono oggi assai famosi gli agrumi di Giaffa e i pesci venduti.